# Conrad III le Roux
Konrad III de Mazovie dit le Roux (Konrad III Rudy), né entre 1448 et 1450 et décédé le 28 octobre 1503 à Osieck,  est duc de Płock de 1462 à 1471, de Czersk à partir de 1462, de Varsovie à partir de 1488, et autres domaines de Mazovie.

## Biographie
Konrad III est fils de Bolesław IV de Mazovie, duc de Varsovie, et de Barbara, une ruthène aux origines mal connues. Bolesław est un descendant de la branche mazovienne de la dynastie Piast. Bolesław IV décède en 1454, les quatre frères aînés de Conrad entre 1453 et 1455, une épidémie ravageant alors la Mazovie. La Mazovie connaît alors une régence jusqu'à l'émancipation de Konrad le 14 avril 1462. Cette même année Konrad III réunifie par la force la Mazovie et Płock à la suite du décès sans héritier des ducs de Płock. Pour atténuer la colère du roi de Pologne Kazimierz IV Jagellon, dont les droits de suzeraineté sur un domaine en cas de décès sans héritier de la famille ducale gouvernante ont été bafoués, Konrad participe à la guerre de Treize Ans contre l'Ordre Teutonique. Finalement le roi Kazimierz accepte que Konrad garde Płock et Zawkrze, intégrant au royaume de Pologne Rawa Mazowiecka et Gostynin. Le domaine de Sochaczew est laissée en viager à la veuve du duc de Płock, puis intégré au royaume en 1476.

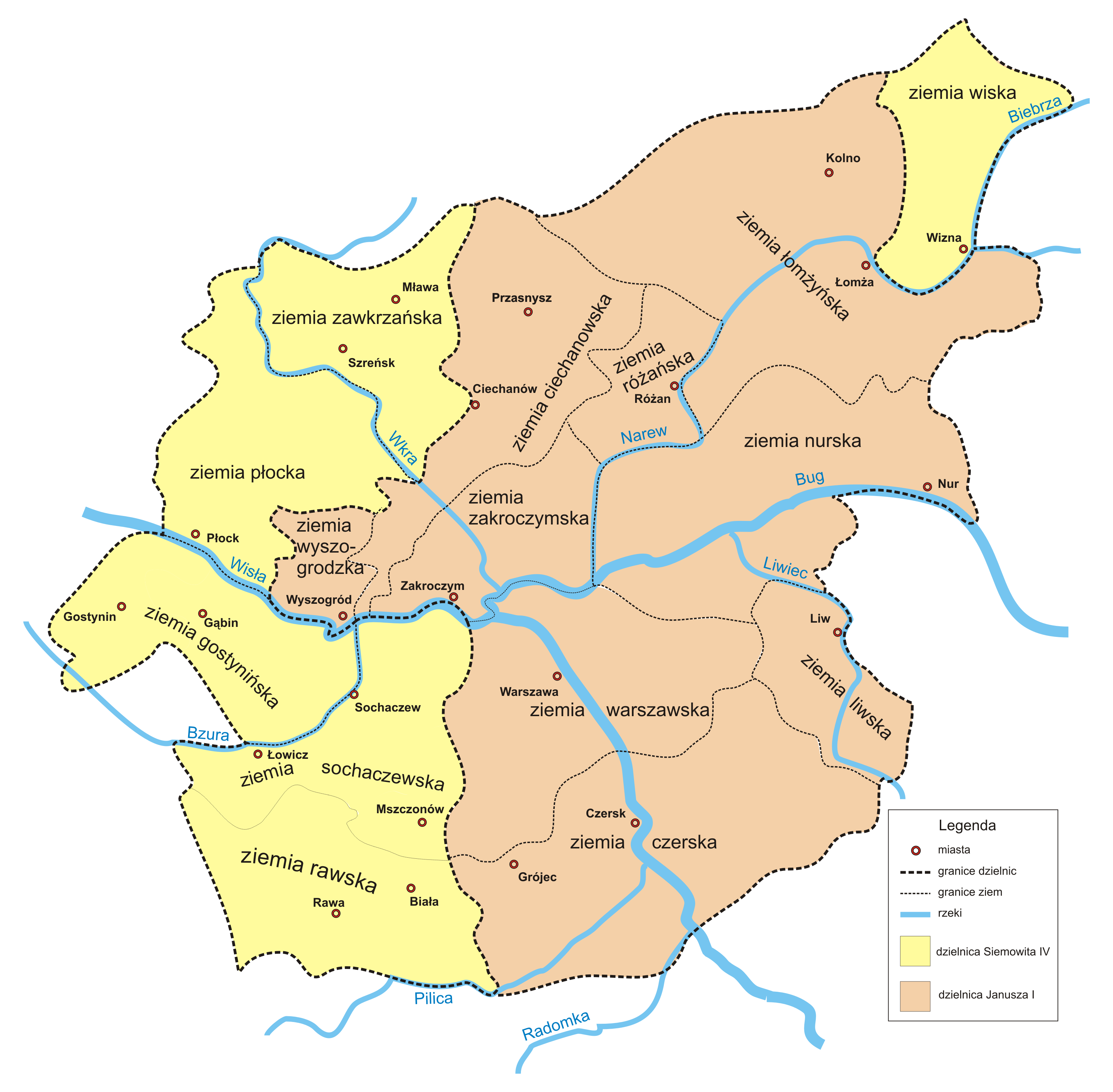
Partage de la Mazovie entre duchés de Płock et de Varsovie

Konrad III a trois frères cadets, eux aussi héritiers des domaines selon la loi mazovienne, qui en revanche exclut les deux sœurs.
En 1471 les quatre frères s'entendent sur un partage. Conrad reçoit les domaines de Czersk et Liw, Bolesław V hérite des domaines de Varsovie et Nur, Janusz prend Ciechanów et Łomża, Kazimierz reçoit les domaines de Płock, Wizna, Wyszogród, Płońsk et Zawkrze.
En 1475, Kazimierz abdique au profit de Janusz. Choisissant la carrière ecclésiastique, il devient évêque de Płock (en). Bolesław V décède sans héritier en 1488. Ses domaines sont repris par Konrad. Janusz décède en 1495 et les domaines de Płock et Zawkrze sont cette fois intégrés au royaume de Pologne au nom des droits du suzerain. Konrad récupère la dernière part d'héritage de son père, Ciechanów, Łomża et Wyszogród. Au nom de ses droits de suzerain, le roi Jan Ier Olbracht n'accepte toutefois la transmission des domaines sans héritier qu'à titre viager (sans droit d'héritage).
Konrad III décède le 28 octobre 1503 à Osieck. Il est inhumé dans la cathédrale Saint-Jean de Varsovie.

## Mariages et descendance
Konrad le Roux contracte trois unions:
- Vers 13 juin 1468/1470, Conrad épouse Madeleine fille de Stanisław Stawrot, qui décède après quelques années (avant 1476/77).
- Entre février et le 20 aout 1477, Conrad épouse en secondes noces la fille d'un certain Alexej. On ne sait rien de plus à son sujet, si ce n'est que la séparation (mort ou répudiation ?) est prononcée, entre 1480 et le 3 mai 1493 (22 février 1493 ?).
- Entre le 6 octobre 1496 et le 2 avril 1497, Konrad se marie avec Anna Radziwiłł, fille du voïvode de Vilnius Mikołaj Radziwiłł. Le couple a quatre enfants :

1. Zofia (née en 1497/1498 - † 11 mars 1533) épouse vers 1523 István Báthory, Palatin de Hongrie (†  1530) puis vers 1530 Ludwig Pekri (†  1551)
2. Anna (née en 1498/1499 - †  vers le 26 janvier 1557) épouse vers février 1536 Stanisław II Odrowąż v Sprowy (†  12 février/2 avril 1545)
3. Stanisław né en 1501
4. Janusz né en 1502